# فیلیپ ماسیجوک
فیلیپ ماسیجوک (انگلیسی: Filip Maciejuk؛ زادهٔ ۳ سپتامبر ۱۹۹۹ ‏(۲۵ سال)) دوچرخه‌سوار اهل لهستان است.
از باشگاه‌هایی که در آن بازی کرده‌است می‌توان به تیم دوچرخه‌سواری بحرین–مریدا اشاره کرد.